# Chiesa della Beata Vergine delle Grazie (Treppo Ligosullo)
La Chiesa della Beata Vergine delle Grazie è un luogo di culto cattolico di Tausia, frazione del comune italiano di Treppo Ligosullo, in provincia ed arcidiocesi di Udine. Fa parte della parrocchia di Ligosullo.

## Storia
Nella frazione Tausia un'antica cappella sempre intitolata alla Beata Vergine delle Grazie, fu costruita nel 1725 ma venne riedificata nella posizione attuale agli inizi del XIX secolo, per essere consacrata il 22 ottobre 1876. La chiesa è stata molte volte rimaneggiata, come nel 1976, a causa di un terremoto. Nel 1904 la chiesa venne dipinta da Giovanni Moro da Ligosullo. Il campanile venne costruito nel 1928 e inaugurato un anno più tardi.

## Descrizione
L'edificio si presenta come una piccola chiesa di paese: è presente un'unica navata dove sul soffitto è presente un dipinto che raffigura la Beata Vergine delle Grazie assieme a San Nicolò e Sant'Antonio da Padova, mentre quello sul soffitto del coro rappresenta il trionfo della Croce. Sulle pareti sono presenti i quadri raffiguranti le stazioni della via crucis.

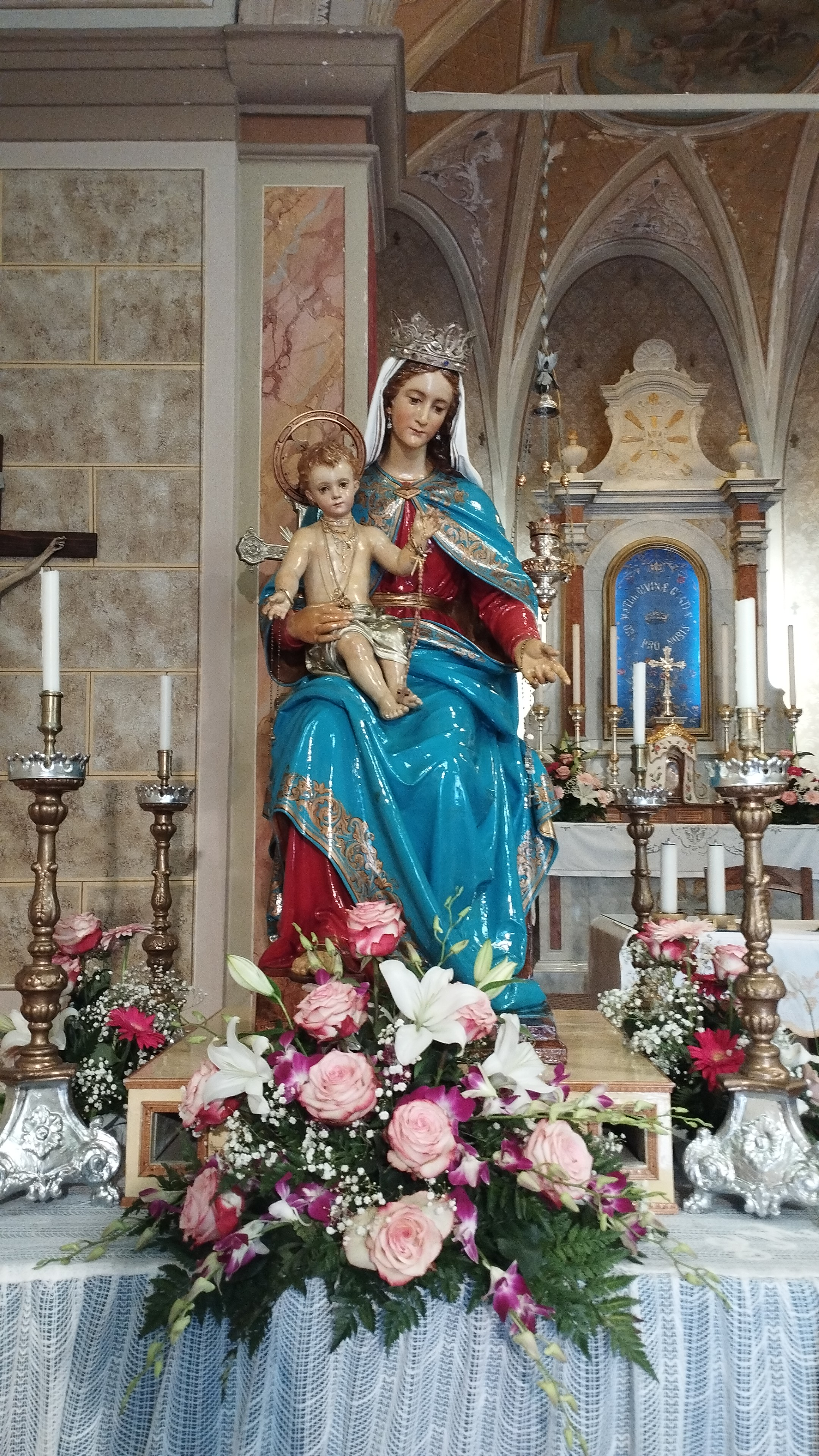
La statua della Madonna delle Grazie esposta

Nel presbiterio è presente un altare in marmo bianco, che all’inizio del secolo sostituì uno più pregiato in legno, in cui è presente una nicchia in cui è posta la statua in legno della Madonna delle Grazie scolpita ad Ortisei. Sulla parete anteriore del coro, a destra, è presente una piccola nicchia con la statua di San Giuseppe. A destra si trova una porta che conduce alla sagrestia. 
La festa della Beata Vergine delle Grazie, patrona di Tausia, si celebra l'8 settembre di ogni anno.

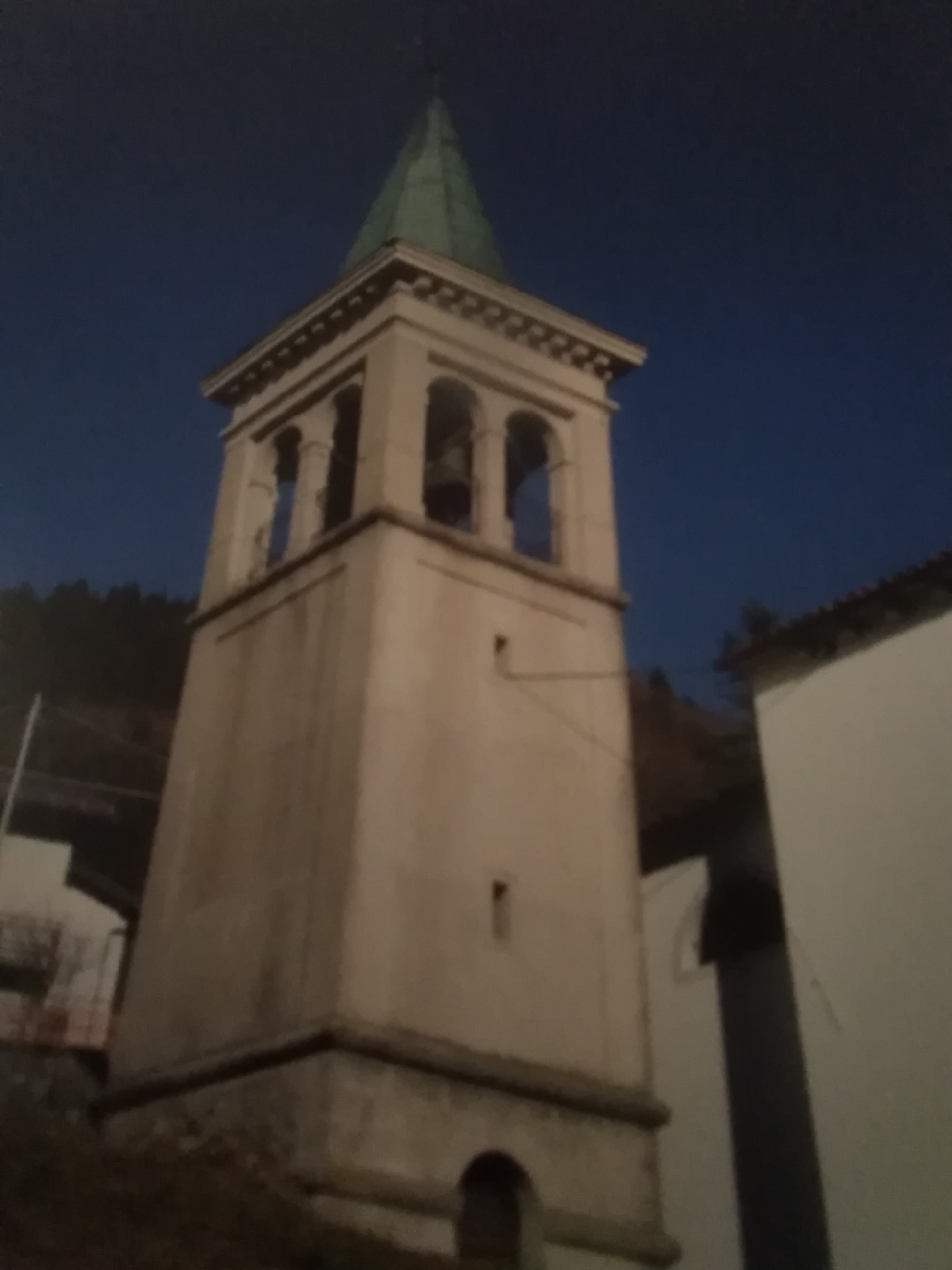
Il campanile della chiesa

Il campanile, a pianta quadrata, è piuttosto basso e largo. Presenta una cella campanaria con una bifora e tre campane fuse nel 1929 dalla ditta Giovanni Battista de Poli di Udine.